# Felix Klaus
Felix Klaus (Osnabrück, Baja Sajonia, 13 de septiembre de 1992) es un futbolista alemán que juega de centrocampista en el SpVgg Greuther Fürth de la 2. Bundesliga alemana.

## Trayectoria

### Greuther Fürth
Formó parte de las inferiores del SpVgg Greuther Fürth entre 2006 y 2010, y debutó con el primer equipo del club en la temporada 2010-11 de la 2. Bundesliga. Logró junto al club el ascenso a la Bundesliga esa temporada y fue nombrado jugador de la temporada por los fanáticos del equipo.

### SC Friburgo
El 20 de mayo de 2013 fue transferido al S. C. Friburgo. Debutó en su nuevo equipo el 3 de octubre en la derrota por 2-0 ante el Sevilla F. C. en la Liga Europa de la UEFA. El centrocampista jugó más de 50 encuentros en el Friburgo.

### Hannover 96
El 30 de junio de 2015 fichó por el Hannover 96 por cuatro años. Debutó en el Hannover el 9 de agosto en la victoria por 2-0 sobre el KSV Hessen Kassel en la Copa de Alemania.

### VfL Wolfsburgo
El 31 de enero de 2018 se anunció su fichaje por el VfL Wolfsburgo. Sin embargo, una lesión muscular lo dejó fuera de las canchas por el resto de la temporada, lesión que requirió una operación. El 12 de agosto anunció su recuperación en su cuenta de Instagram.
El 14 de enero de 2021 salió cedido al Fortuna Düsseldorf lo que restaba de temporada. Tras la misma siguió en el equipo hasta enero de 2025, momento en el que regresó al SpVgg Greuther Fürth.

## Selección nacional
Fue internacional en varias categorías inferiores con la selección de Alemania.

## Estadísticas
Actualizado al último partido disputado el 18 de mayo de 2025.
| Club                                                                                      | Div.          | Temporada     | Liga  | Liga  | Copas nacionales(1) | Copas nacionales(1) | Copas internacionales(2) | Copas internacionales(2) | Total | Total |
| Club                                                                                      | Div.          | Temporada     | Part. | Goles | Part.               | Goles               | Part.                    | Goles                    | Part. | Goles |
| ----------------------------------------------------------------------------------------- | ------------- | ------------- | ----- | ----- | ------------------- | ------------------- | ------------------------ | ------------------------ | ----- | ----- |
| SpVgg Greuther Fürth II · Alemania                                                        | 4.ª           | 2009-10       | 4     | 1     | —                   | —                   | —                        | —                        | 4     | 1     |
| SpVgg Greuther Fürth II · Alemania                                                        | 4.ª           | 2010-11       | 14    | 3     | —                   | —                   | —                        | —                        | 14    | 3     |
| SpVgg Greuther Fürth · Alemania                                                           | 2.ª           | 2010-11       | 18    | 2     | 0                   | 0                   | —                        | —                        | 18    | 2     |
| SpVgg Greuther Fürth II · Alemania                                                        | 4.ª           | 2011-12       | 6     | 1     | —                   | —                   | —                        | —                        | 6     | 1     |
| SpVgg Greuther Fürth · Alemania                                                           | 2.ª           | 2011-12       | 20    | 2     | 2                   | 0                   | —                        | —                        | 22    | 2     |
| SpVgg Greuther Fürth II · Alemania                                                        | 4.ª           | 2012-13       | 5     | 4     | —                   | —                   | —                        | —                        | 5     | 4     |
| SpVgg Greuther Fürth II · Alemania                                                        | Total club    | Total club    | 29    | 9     | 0                   | 0                   | 0                        | 0                        | 29    | 9     |
| SpVgg Greuther Fürth · Alemania                                                           | 1.ª           | 2012-13       | 24    | 2     | 0                   | 0                   | —                        | —                        | 24    | 2     |
| S. C. Friburgo · Alemania                                                                 | 1.ª           | 2013-14       | 21    | 5     | 0                   | 0                   | 1                        | 0                        | 22    | 5     |
| S. C. Friburgo · Alemania                                                                 | 1.ª           | 2014-15       | 31    | 2     | 3                   | 0                   | —                        | —                        | 34    | 2     |
| S. C. Friburgo · Alemania                                                                 | Total club    | Total club    | 52    | 7     | 3                   | 0                   | 1                        | 0                        | 56    | 7     |
| Hannover 96 · Alemania                                                                    | 1.ª           | 2015-16       | 18    | 1     | 2                   | 0                   | —                        | —                        | 20    | 1     |
| Hannover 96 · Alemania                                                                    | 2.ª           | 2016-17       | 30    | 6     | 3                   | 3                   | —                        | —                        | 33    | 9     |
| Hannover 96 · Alemania                                                                    | 1.ª           | 2017-18       | 28    | 4     | 1                   | 0                   | —                        | —                        | 29    | 4     |
| Hannover 96 · Alemania                                                                    | Total club    | Total club    | 76    | 11    | 6                   | 3                   | 0                        | 0                        | 82    | 14    |
| VfL Wolfsburgo · Alemania                                                                 | 1.ª           | 2018-19       | 15    | 1     | 1                   | 0                   | —                        | —                        | 16    | 1     |
| VfL Wolfsburgo · Alemania                                                                 | 1.ª           | 2019-20       | 23    | 0     | 1                   | 0                   | 5                        | 0                        | 29    | 0     |
| VfL Wolfsburgo · Alemania                                                                 | 1.ª           | 2020-21       | 6     | 0     | 1                   | 0                   | 1                        | 0                        | 8     | 0     |
| VfL Wolfsburgo · Alemania                                                                 | Total club    | Total club    | 44    | 1     | 3                   | 0                   | 6                        | 0                        | 53    | 1     |
| Fortuna Düsseldorf · Alemania                                                             | 2.ª           | 2020-21       | 16    | 2     | ―                   | ―                   | ―                        | ―                        | 16    | 2     |
| Fortuna Düsseldorf · Alemania                                                             | 2.ª           | 2021-22       | 23    | 1     | 2                   | 0                   | ―                        | ―                        | 25    | 1     |
| Fortuna Düsseldorf · Alemania                                                             | 2.ª           | 2022-23       | 32    | 6     | 3                   | 0                   | ―                        | ―                        | 35    | 6     |
| Fortuna Düsseldorf · Alemania                                                             | 2.ª           | 2023-24       | 32    | 7     | 5                   | 1                   | ―                        | ―                        | 37    | 8     |
| Fortuna Düsseldorf · Alemania                                                             | 2.ª           | 2024-25       | 14    | 1     | 1                   | 0                   | ―                        | ―                        | 15    | 1     |
| Fortuna Düsseldorf · Alemania                                                             | Total club    | Total club    | 117   | 17    | 11                  | 1                   | 0                        | 0                        | 128   | 18    |
| SpVgg Greuther Fürth · Alemania                                                           | 2.ª           | 2024-25       | 15    | 3     | ―                   | ―                   | ―                        | ―                        | 15    | 3     |
| SpVgg Greuther Fürth · Alemania                                                           | Total club    | Total club    | 77    | 9     | 2                   | 0                   | 0                        | 0                        | 79    | 9     |
| Total carrera                                                                             | Total carrera | Total carrera | 395   | 54    | 25                  | 4                   | 7                        | 0                        | 427   | 58    |
| (1) Incluye datos de la Copa de Alemania. (2) Incluye datos de la Liga Europa de la UEFA. |               |               |       |       |                     |                     |                          |                          |       |       |

## Palmarés

### Títulos nacionales
| Título        | Club                 | País     | Año     |
| ------------- | -------------------- | -------- | ------- |
| 2. Bundesliga | SpVgg Greuther Fürth | Alemania | 2011-12 |

## Vida personal
Nació en Osnabrück, aunque creció en Franconia, donde se mudó con su familia a los cinco años de edad. Su padre Fred Klaus fue futbolista y entrenador.